# Közepes magasságú Föld körüli pálya
Közepes magasságú Föld körüli pálya (angol rövidítéssel: MEO – Medium Earth Orbit) olyan orbitális pálya, amely az alacsony Föld körüli pálya felső határától, 2000 km-től a geoszinkron pálya magasságáig,  35 786 km-ig terjedő Föld körüli kozmikus térséget foglalja magában.
Közepes Föld körüli pályán elsősorban navigációs műholdak keringenek, az amerikai Navstar GPS 20 200 km, az orosz GLONASZSZ 19 100 km, valamint az európai Galileo 23 222 km magasságban, valamint a Déli vagy Északi féltekét ellátó távközlési műholdak.